# Soóky Margit Könyvkiadó Vállalat
A Soóky Margit Könyvkiadó Vállalat Cselyovszkyné Soóky Margit 1942-től 1944-ig működő kiadó vállalata volt.
A cég emblémája egy nőalakot ábrázolt, amely az 1941-ben alapított Kaland Könyvkiadó három egymás mögött haladó alakot ábrázoló emblémájának egyik eleme volt. (Az eredeti egy cowboyt lasszóval a kézben, ezt a nőalakot amely nyilván a romantikus történeteket szimbolizálta illetve egy idegenlégióst vállán puskával ábrázolt.)
A köteteket a Hungária nyomdában nyomtatták.

## Szerzők
A kiadó több neves, klasszikus szerző néhány kevésbé ismert munkáját jelentette meg először magyarul. A klasszikus művek  olcsó kiadásaként Alfred de Musset három novellája mellett pl. Csehov, Puskin és Dosztojevszkij neve is szerepel többek között a szerzők között.
Megjelentetett továbbá kalandtörténeteket, köztük a háború előtti utolsó Rejtő-kötetet, A megkerült cirkálót 1943-ban. 
A Kockás, a nevető honvéd című füzetével itt is képviselteti magát Nagy Károly – magyarosítva a korábban az idegenlégióban szerepeltetett hősét.
Megjelentek Csátaljai József, dr. Nyilas (Nyéki) Vera és mások kötetei.

## Kötetek
- Bakonyi Géza: Nyárutó, 1942, 32 oldal
- Csátaljai József: Bajtársak, 1942, 32 oldal
- Benedek Ernő: Margit nővér, 1942, 32 oldal
- Geszti László: Búcsúsorok, 1942, 32 oldal
- George Sand: Félúton, háztűznézőben...; ford. Vadász Lajos, 1942, 32 oldal
- Vass József Az eltévedt ember, 1942, 32 oldal
- Danielszky Glória: Szépasszony és családja, 1942, 32 oldal
- Bodnár István: Vihar a Tátrában, 1942, 32 oldal
- Nagy Károly: Kockás, a nevető honvéd, 1942, 32 oldal
- Hans Christian Andersen: Gyermekszív ford. Vadász Lajos, 1942, 32 oldal
- Vajda László: A művésznő jó napja, 1943, 32 oldal
- Rejtő Jenő (Howard) :[2] A megkerült cirkáló (regény), 1943, 174 oldal EK
- Alfred de Musset Csodatevő szerelem, 1943, 46 oldal
- Fjodor Mihajlovics Dosztojevszkij: Április elseje, 1943, 32 oldal
- Anton Pavlovics Csehov:[3] Művészszerelem, 1943, 32 oldal
- (Huszár György) Kövesdi György: Kis szoba - nagy szoba, 1943, 32 oldal
- Alekszandr Szergejevics Puskin:[4] A lázadó férfi, 1943, 32 oldal
- François Coppée: Anya, fiú és a harmadik, 1943, 32 oldal
- Nyéki Vera: A legboldogabb asszony, 1943, 32 oldal
- Hamvas H. Sándor: A temesi sas, 1943, 144 oldal (Losonczy Istvánról (1510-1552))
- Nyéki Vera: Az első asszony, 1943, 32 oldal
- Edmond About: Hozomány nélkül, 1943, 32 oldal
- Kisfaludy Károly: Barátság és szerelem, 1943, 32 oldal
- Kisfaludy Károly: A féltékeny vőlegény, 1943, 32 oldal
- Rónay Mária: Asszonyi furfang, 1943, 48 oldal
- Urai Dezső: A betyár farsangja, 1943, 32 oldal
- Csátaljai József: Az első kaszás, 1943, 32 oldal
- báró Jósika Miklós: Az emrődi kísértet, 1943, 32 oldal
- Jósika Miklós: Egy igaz ember, 1943, 32 oldal
- Jósika Miklós: Külvárosi szerelem, 1943, 32 oldal
- Jósika Miklós, báró: Lázadás a tengeren, 1943, 32 oldal
- Jósika Miklós: A sátán asszonya, 1943, 32 oldal
- Jósika Miklós, báró: Sorsdöntő éjszaka, 1943, 32 oldal
- Jósika Miklós, báró: A szerelem győzelme, 1943, 32 oldal
- Eötvös József, báró: A szerelem jogán, 1943, 32 oldal
- Zách Mária Terézia: A szerelem visszhangja, 1943, 32 oldal
- Kuthy Lajos: A szerelmes diák, 1943, 32 oldal
- Bessenyő István: Isten cselédkéi, 1943, 32 oldal
- Vas Gereben: Három asszony, 1943, 32 oldal
- Zách Mária Terézia: Izabella, 1943, 32 oldal
- Csátaljai József: A „Kalózok”, 1943, 32 oldal
- Theodor Storm: Szerelmes tanár úr, 1943, 32 oldal
- F. Szathmáry Károly: Szerelmesek, 1943, 32 oldal
- Kemény Zsigmond: Két boldog ember, 1944, 32 oldal
- Dosztojevszkij:[5] Váratlan tőkepénzes, 1944, 32 oldal
- Fáy András: A művész úr szerelme, 1944, 32 oldal
- Alfred de Vigny: A királynő hozománya, 1944, 32 oldal
- Voltaire: A királynő szerelmese, 1944, 48 oldal